# 바이아 연방 연구소

바이아 연방 연구소(Federal Institute of Bahia) 또는 바이아 연방 교육 과학 기술 연구소(Instituto Federal de Educação, Ciência e Tecnologia da Bahia, IFBA, Bahia Federal Institute of Education, Science and Technology)는 과학, 기술, 공학 과정에 중점을 둔 다과 과정 구조를 갖춘 고등 교육 및 직업 교육을 제공하는 브라질 기관이다. 이 연구소는 브라질 바이아 주에 여러 캠퍼스를 두고 있으며, 각 캠퍼스는 다양한 지식 하위 분야의 전문 및 기술 교육을 제공한다.
이 연구소는 브라질 공립 연방 교육 네트워크의 일부이며 브라질 교육부에 소속되어 있다. 법에 따라 연방 대학교와 동등한 자격을 갖추고 있으며, 폭넓은 학문적 자율권을 가지고 있으며 연구 프로젝트도 진행하고 있다.

## 같이 보기
- 바이아 연방 대학교